# Christian Bravo (Fußballspieler, 1968)
Christian Antonio Bravo Franke (* 7. Dezember 1968 in Maipú) ist ein ehemaliger chilenischer Fußballspieler. Der Stürmer bestritt ein Länderspiel für die Nationalmannschaft.

## Karriere

### Verein
Über die Jugend und ersten Karrierejahre von Christian Bravo ist wenig bekannt. Ab 1989 spielte der Offensivakteur für den CD Cobresal, bei dem er zum Nationalspieler wurde. Nach einer einjährigen Station bei Deportes Iquique kehrte er 1994 wieder zu Cobresal zurück. 

### Nationalmannschaft
Für die Nationalmannschaft der La Roja bestritt Bravo im April 1991 sein einziges Länderspiel. Im Freundschaftsspiel gegen Mexiko wurde er für Marcelo Vega eingewechselt.